# Sikosaari (ö i Norra Savolax, Inre Savolax, lat 63,00, long 26,64)
Sikosaari är en ö i Finland. Den ligger i sjön Nilakka och i kommunen Tervo i den ekonomiska regionen  Inre Savolax ekonomiska region  och landskapet Norra Savolax, i den centrala delen av landet, 300 km norr om huvudstaden Helsingfors. Öns area är 10,8 hektar och dess största längd är 0,5 kilometer i nord-sydlig riktning.